# Ibszadat
Ibszadat – miejscowość w Egipcie, w muhafazie Al-Minja. W 2006 roku liczyła 21 208 mieszkańców.